# Citroën C-Airplay

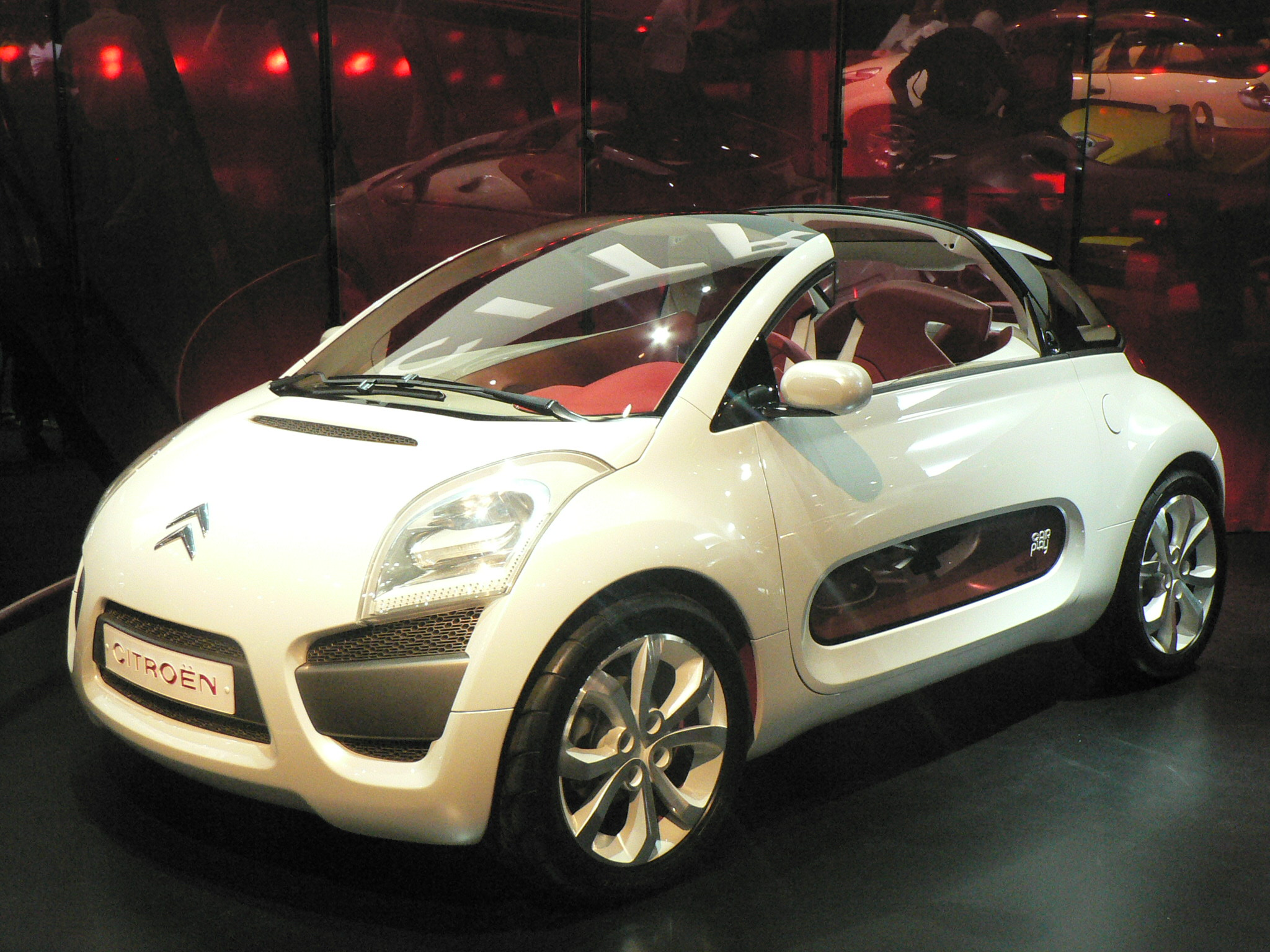
Au Mondial de l'automobile de Paris de 2006

Le C-Airplay est un concept-car de petite citadine dévoilé par le constructeur automobile français Citroën à l'occasion de l'édition 2005 du salon de l'automobile de Bologne,.
Compacte, la C-Airplay se présente comme une stricte deux places découvrable de 3,30m de long (soit 13cm de moins qu'une Renault Twingo) pour 1,68m de large et 1,39m de haut, animée par un 4 cylindres essence de 110 chevaux accouplé à une boîte de vitesses robotisée et secondé d'un alterno-démarreur (selon le principe inauguré en série sur la Citroën C3 I Stop and Start).
D'après Citroën, ce concept-car cherche avant tout à procurer à son conducteur des sensations inédites au volant, non par des performances exceptionnelles, mais par une perception différente de son environnement : la C-Airplay est donc très lumineuse, notamment grâce à d'originaux hublots situés en bas des portes et qui concourent également à renforcer la sensation de vitesse en offrant directement au regard des occupants une "ouverture" sur la route. La position de conduite y est basse. De plus, un système de ventilation permet aux passagers de ressentir l'air autour d'eux. 
L'instrumentation est directement intégrée sur le volant. Quant aux commandes, elles sont disposées sous le volant et directement sur la banquette avant. 
L'extérieur de ce concept a été dessiné par Cyril Pietton et l'intérieur par Christophe Cayrol.
Le C-Airplay n'a pas donné suite à une production en série, mais il a servi de base à un second concept-car, orienté vers un usage de loisirs, le Citroën C-Buggy.

## Galerie

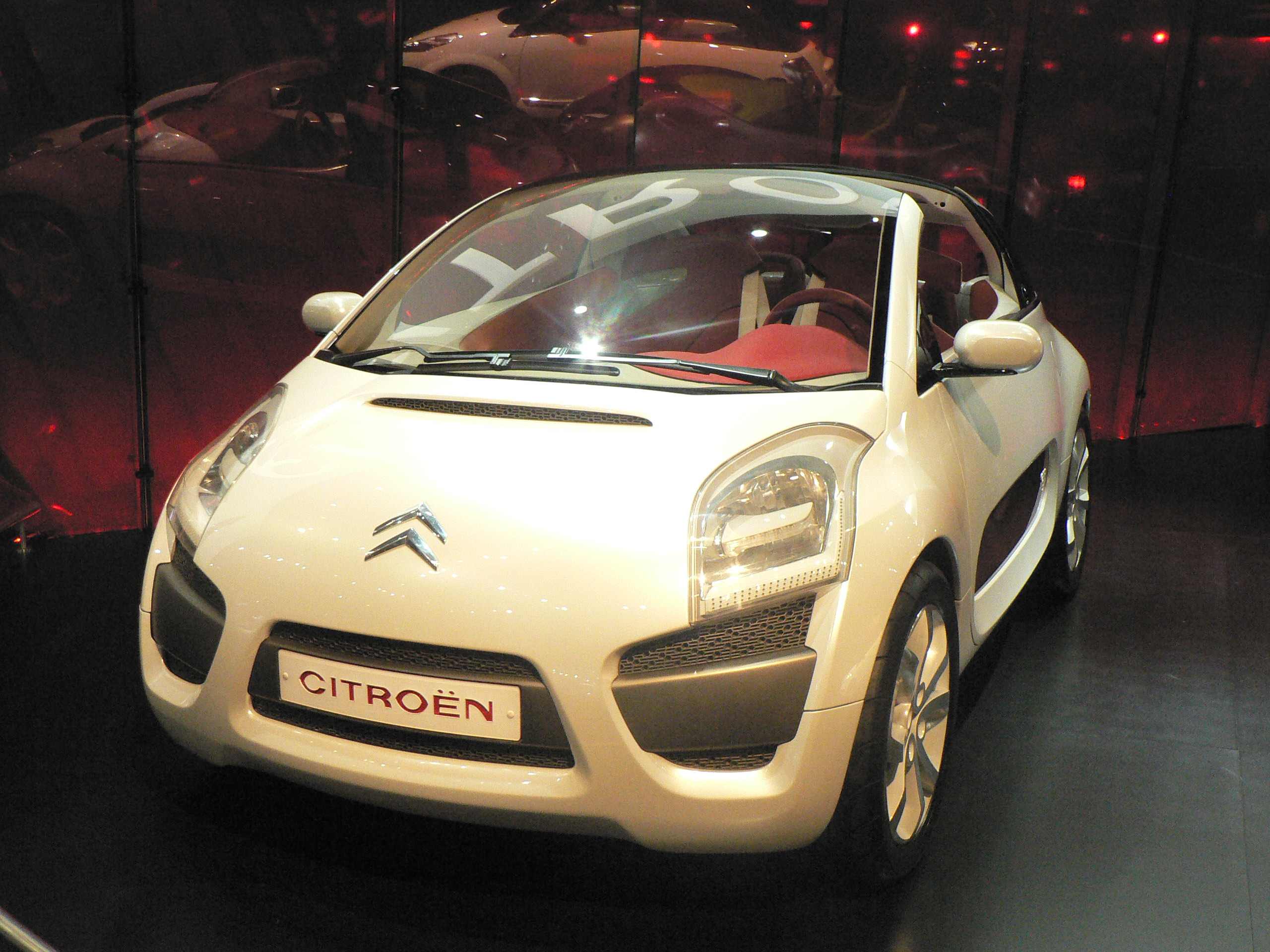
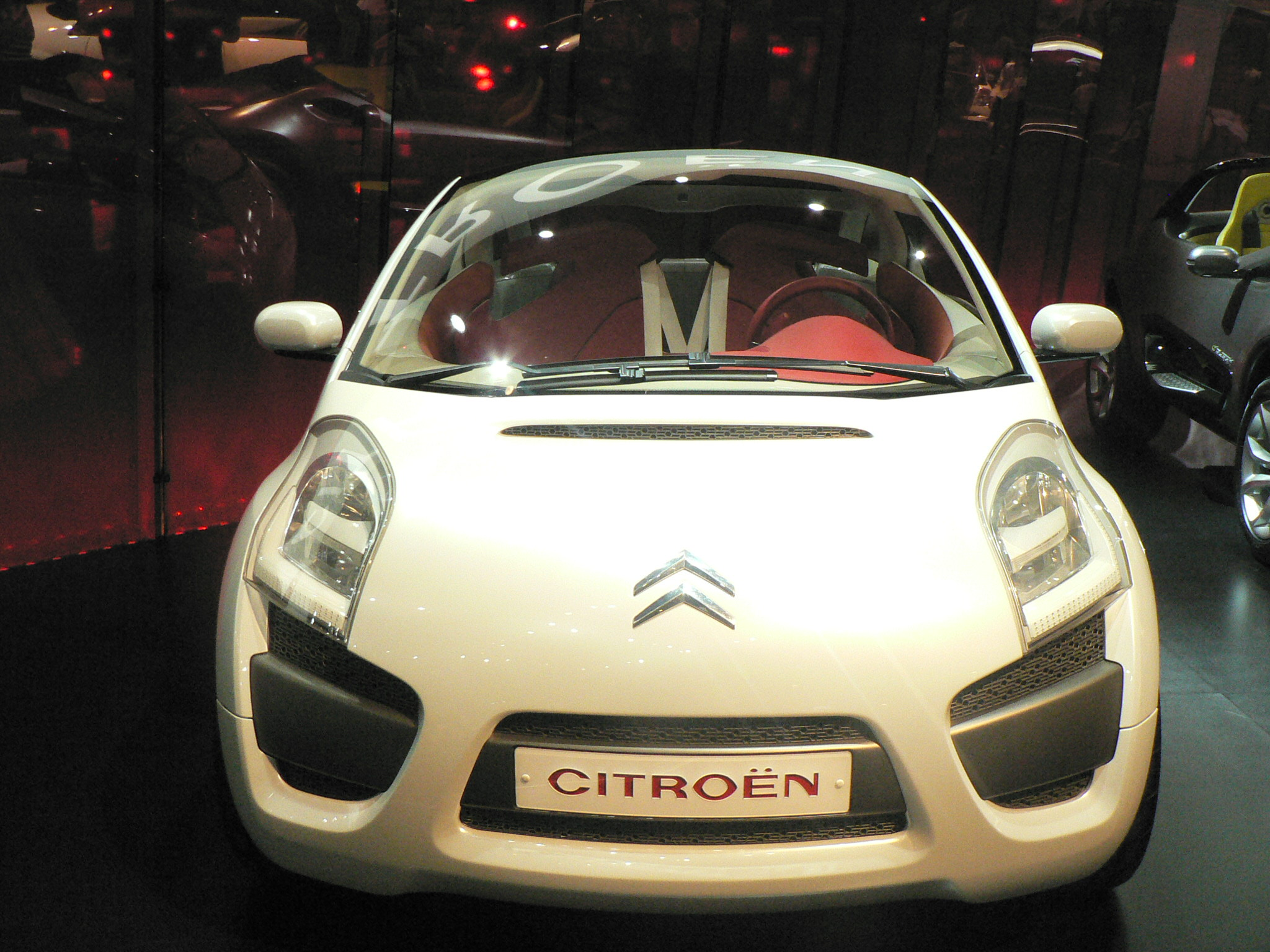
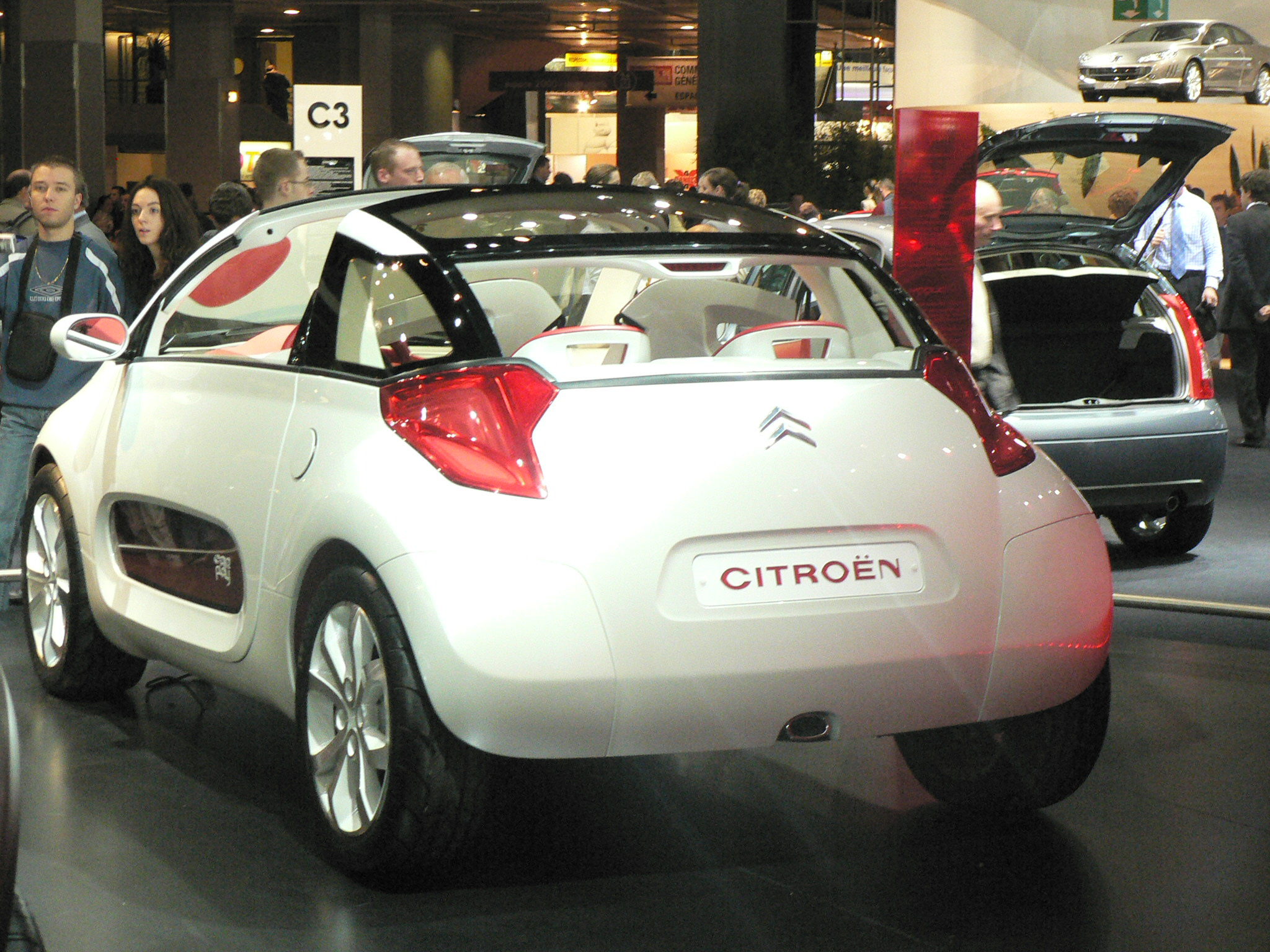